# 卡比爾多 (智利)

卡比爾多（西班牙語：Cabildo），是智利的城市，位於該國中部瓦爾帕萊索大區的佩托爾卡省，面積1,455.3平方公里，海拔高度176米，2012年人口19,315人，人口密度每平方公里13人。
32°25′39″S 71°3′59″W / 32.42750°S 71.06639°W